# Paweł Pietryja
Paweł Pietryja (* 2. Juni 1992 in Pszczyna) ist ein polnischer Badmintonspieler.

## Karriere
Pietryja feierte seinen ersten internationalen Turniersieg bei den Lithuanian International 2014 und konnte mit seiner Partnerin fürs Gemischte Doppel, Aneta Wojtkowska, auch bei den Slovak Open 2014 triumphieren. Außerdem erreichte er in zwei Disziplinen bei der Polnischen Meisterschaft 2014 das Podium. Neben zwei Endspielteilnahmen gewann Pietryja im folgenden Jahr im Herrendoppel mit Miłosz Bochat die Greece International 2015 und die Lithuanian International 2015. An der Seite von Wojtkowska wurde er 2015 zum ersten Mal nationaler Meister im Mixed und vertrat Polen bei den Europaspielen 2015 in Baku. 2016 wurde Pietryja bei drei Wettkämpfen Zweiter und konnte bei den Greece Open 2016 in zwei Disziplinen siegen. Außerdem trat er bei den European Universities Games 2016 für die Technische Universität Opole an, bei der er Meister im Herrendoppel und Vizemeister im Mixed wurde. Zur Saison 2016/17 wechselte er zum Bundesligisten TSV 1906 Freystadt. Bei den nationalen Titelkämpfen erreichte der Pole mit Przemysław Szydłowski 2017 das Finale. 2018 gewann der Pietryja im Gemischten Doppel die Croatian International 2018. Bei der Polnischen Meisterschaft und den Greece Open 2018 scheiterte das Duo im Endspiel. Zur folgenden Saison wechselte Pietryja zum Bundesliga-Aufsteiger Blau-Weiss Wittorf Neumünster. Im nächsten Jahr zog er bei drei internationalen Turnieren ins Finale ein und triumphierte mit Robert Cybulski bei den Lithuanian International 2019. Außerdem wurde er mit seiner langjährigen Mixed-Partnerin Wojtkowska zum zweiten Mal polnischer Meister.

## Sportliche Erfolge
| Jahr | Veranstaltung                    | Platz | Disziplin    | Spielpartner          |
| ---- | -------------------------------- | ----- | ------------ | --------------------- |
| 2014 | Lithuanian International 2014    | 1.    | Mixed        | Aneta Wojtkowska      |
| 2014 | Slovak Open 2014                 | 1.    | Mixed        | Aneta Wojtkowska      |
| 2015 | Romanian International 2015      | 2.    | Herrendoppel | Miłosz Bochat         |
| 2015 | Greece International 2015        | 1.    | Herrendoppel | Miłosz Bochat         |
| 2015 | Greece International 2015        | 2.    | Mixed        | Aneta Wojtkowska      |
| 2015 | Lithuanian International 2015    | 1.    | Herrendoppel | Miłosz Bochat         |
| 2015 | Polish International 2015        | 2.    | Herrendoppel | Wojciech Szkudlarczyk |
| 2016 | Iceland International 2016       | 2.    | Mixed        | Aneta Wojtkowska      |
| 2016 | Greece Open 2016                 | 1.    | Herrendoppel | Miłosz Bochat         |
| 2016 | Greece Open 2016                 | 1.    | Mixed        | Aneta Wojtkowska      |
| 2016 | Polish International 2016        | 2.    | Mixed        | Aneta Wojtkowska      |
| 2016 | Hungarian International 2016     | 2.    | Mixed        | Aneta Wojtkowska      |
| 2016 | European Universities Games 2016 | 1.    | Herrendoppel | Miłosz Bochat         |
| 2016 | European Universities Games 2016 | 2.    | Mixed        | Aneta Wojtkowska      |
| 2018 | Croatian International 2018      | 1.    | Mixed        | Aneta Wojtkowska      |
| 2018 | Greece Open 2018                 | 2.    | Mixed        | Agnieszka Wojtkowska  |
| 2019 | Slovenia International 2019      | 2.    | Herrendoppel | Adam Cwalina          |
| 2019 | Lithuanian International 2019    | 1.    | Herrendoppel | Robert Cybulski       |
| 2019 | Egypt International 2019         | 2.    | Herrendoppel | Jan Rudziński         |
| 2019 | Algeria International 2019       | 2.    | Herrendoppel | Jan Rudziński         |

| Jahr | Veranstaltung                | Platz | Disziplin    | Spielpartner          |
| ---- | ---------------------------- | ----- | ------------ | --------------------- |
| 2014 | Polnische Meisterschaft 2014 | 3.    | Herrendoppel | Miłosz Bochat         |
| 2014 | Polnische Meisterschaft 2014 | 3.    | Mixed        | Aneta Wojtkowska      |
| 2015 | Polnische Meisterschaft 2015 | 3.    | Herrendoppel | Miłosz Bochat         |
| 2015 | Polnische Meisterschaft 2015 | 1.    | Mixed        | Aneta Wojtkowska      |
| 2016 | Polnische Meisterschaft 2016 | 3.    | Herrendoppel | Miłosz Bochat         |
| 2016 | Polnische Meisterschaft 2016 | 3.    | Mixed        | Aneta Wojtkowska      |
| 2017 | Polnische Meisterschaft 2017 | 2.    | Herrendoppel | Przemysław Szydłowski |
| 2017 | Polnische Meisterschaft 2017 | 3.    | Mixed        | Aneta Wojtkowska      |
| 2019 | Polnische Meisterschaft 2019 | 3.    | Herrendoppel | Jan Rudziński         |
| 2019 | Polnische Meisterschaft 2019 | 1.    | Mixed        | Aneta Wojtkowska      |